# Phare des Rochers Saint-Pierre et Saint-Paul
Le phare des Rochers Saint-Pierre et Saint-Paul (en portugais : Farolete de São Pedro et São Paulo) est un phare situé sur l'île Belmonte, la plus grande de l'archipel des Rochers Saint-Pierre et Saint-Paul, à environ 985 km au nord-est de Natal, dans l'État du Pernambouc - (Brésil).
Ce phare est la propriété de la Marine brésilienne et il est géré par le Centro de Sinalização Náutica e Reparos Almirante Moraes Rego (CAMR) au sein de la Direction de l'Hydrographie et de la Navigation (DHN).

## Histoire
Le premier phare, datant de 1930, a été détruit par un tremblement de terre.
Ce phare actuel, datant de 1995, est une tourelle en fibre de verre de 6 m de haut, d'un diamètre d'un mètre. Elle érigée sur le point le plus haut de l'îlot et elle est peinte en blanc, avec deux bandes rouges.
Le phare émet, à une hauteur focale de 29 m, un éclat blanc toutes les 10 secondes. Sa portée maximale est d'environ 28 kilomètres.
Le phare fonctionne à l'énergie solaire et il est entièrement automatisé. Il est entretenu par la petite équipe du personnel naval et des chercheurs scientifiques de la station scientifique brésilienne bâtie juste à côté, dont la relève se fait chaque quinzaine.
Identifiant : ARLHS : FDN003 ; BR1104 - Amirauté : G0146 - NGA : 110-17880.
|          |
| Le phare |

|                     |
| Carte de l'archipel |

### Lien connexe
- Liste des phares du Brésil